# دانشگاه کوانگ‌وون
دانشگاه کوانگ‌وون (انگلیسی: Kwangwoon University؛‏ کره‌ای: 광운대학교؛ اختصاری: کوانگ‌وون، کی‌دابلیو و کی‌دابلیویو (KWU)) یک دانشگاه خصوصی پژوهشی است که در ناحیه نو وون، سئول، کره جنوبی واقع شده است و برنامه‌های تحصیلی کارشناسی و تحصیلات تکمیلی ارائه می‌دهد. مرکز آموزش رادیویی چوسان، پیش‌ساز دانشگاه کوانگ‌وون، اولین مؤسسه‌ای بود که مطالعات مهندسی الکترونیک را در کره تدریس کرد. بنیاد این دانشگاه آکادمی کوانگ‌وون است که یک مؤسسه آموزشی رسمی به‌شمار می‌رود. دانشگاه کوانگ‌وون تا سال ۲۰۱۹، تعداد ۱۱۵۰۰ دانشجوی کارشناسی و ۱۲۹۲ دانشجوی کارشناسی ارشد داشته است.
دانشگاه کوانگ‌وون به خاطر اعتبار علمی‌اش در زمینه‌های مهندسی و فناوری اطلاعات شناخته شده است. این دانشگاه در سال‌های ۲۰۱۴ و ۲۰۱۵ در حوزه مهندسی، رتبه ۵۶ آسیا را از سوی کواکوارلی سیموندز (Quacquarelli Symonds) (QS) کسب کرد و در سال ۲۰۱۵ در حوزه علوم و مهندسی، رتبه ۱۶ در کره را از سوی کوریا اکونومیک دیلی به دست آورد.